# Alisol
Un alisol es un grupo de suelos de referencia de la Base Referencial Mundial del Recurso Suelo ("WRB" por sus siglas en inglés).
Los alisoles cuentan con un horizonte árgico que tiene una alta capacidad de intercambio de cationes. En el subsuelo, la saturación de bases es baja.
Existen formas mixtas, por ejemplo el alisol estágnico, que es principalmente alisol, pero también puede contener componentes que se encuentran en los estagnosoles.
Los alisoles suelen estar presentes en climas tropicales y húmedos subtropicales, pero es también encontrado en regiones templadas. Comparado a los lixisoles, acrisoles y ferralsoles, los alisoles tienen arcillas de actividad alta y tienden a ser encontrados en terrenos más jóvenes o regiones geológicamente activas como Kyushu y Chugoku.
==